# Магнитар

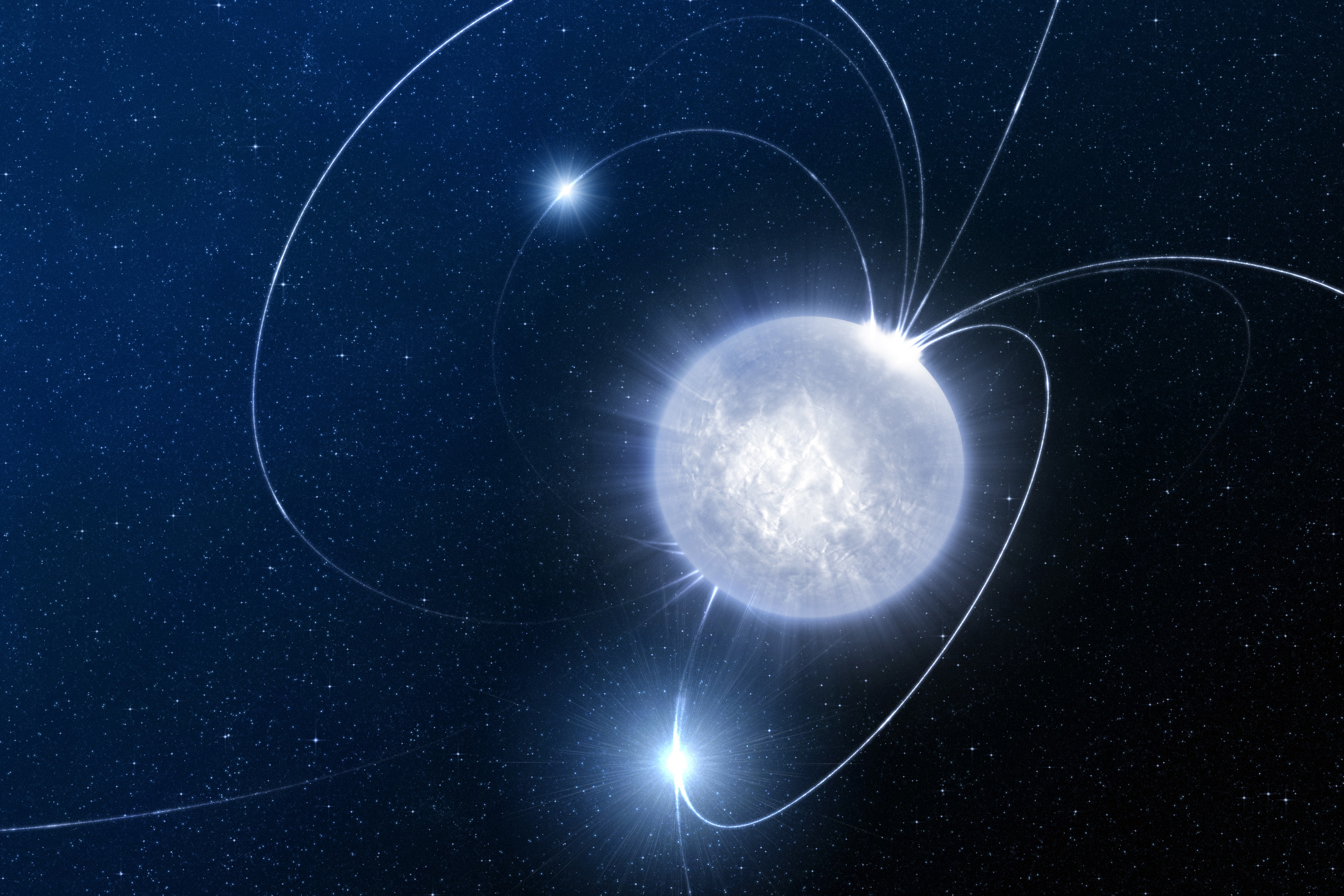
Магнетар в представлении художника. На рисунке видно магнитное поле нейтронной звезды.

Магнета́р или магнита́р — нейтронная звезда, обладающая исключительно сильным магнитным полем (до 1011 Тл). Теоретически существование магнетаров было предсказано в 1992 году, а первое свидетельство их реального существования получено в 1998 году при наблюдении мощной вспышки гамма- и рентгеновского излучения от источника SGR 1900+14 в созвездии Орла. Однако вспышку, которую наблюдали ещё 5 марта 1979 года, тоже связывают с магнетаром. Время жизни магнетаров составляет около 1 млн лет. У магнетаров сильнейшее магнитное поле во Вселенной.

## Описание
Магнетары являются малоизученным типом нейтронных звёзд по причине того, что немногие находятся достаточно близко к Земле. Магнетары в диаметре насчитывают около 20—30 км, однако массы большинства превышают массу Солнца. Магнетар настолько сжат, что горошина его материи весила бы более 100 миллионов тонн. Большинство из известных магнетаров вращаются очень быстро, как минимум несколько оборотов вокруг оси в секунду. Наблюдаются в гамма-излучении, близком к рентгеновскому, а радиоизлучение они не испускают. Жизненный цикл магнетара достаточно короток. Их сильные магнитные поля исчезают по прошествии примерно 10 тыс. лет, после чего их активность и излучение рентгеновских лучей прекращается. Согласно одному из предположений, в нашей Галактике за всё время её существования могло сформироваться до 30 миллионов магнетаров. Магнетары образуются из массивных звёзд с начальной массой около 40 М☉.
Первая известная мощная вспышка с последующими пульсациями гамма-излучения была зафиксирована 5 марта 1979 года во время эксперимента «Конус», проводившегося на АМС «Венера-11» и «Венера-12» и считается первым наблюдением гамма-пульсара, связываемого ныне с магнетаром:35. Впоследствии такие выбросы фиксировались различными спутниками в 1998 и 2004 годах.

## Модель магнетара
Количество энергии, которое выбрасывается при обычной вспышке, длящейся несколько десятых долей секунды, сравнимо с количеством, которое Солнце излучает за целый год. Эти невероятные выбросы энергии могут быть вызваны «звездотрясениями» — процессами разрыва твёрдой поверхности (коры) нейтронной звезды и выброса из её недр мощных потоков протонов, которые захватываются магнитным полем и излучают в гамма- и рентгеновских областях электромагнитного спектра.
Для объяснения этих вспышек была предложена концепция магнетара — нейтронной звезды с чрезвычайно мощным магнитным полем. Если нейтронная звезда рождается, быстро вращаясь, то совместное влияние вращения и конвекции, которая играет важную роль в первые несколько секунд существования нейтронной звезды, может создать мощное магнитное поле в результате сложного процесса, известного как «активное динамо» (аналогично тому, как магнитное поле создаётся внутри Земли и Солнца). Теоретики были удивлены, что такое динамо, работая в горячей (~ 1010 K) сердцевине нейтронной звезды, может создавать магнитное поле с магнитной индукцией ~ 1015 Гс. После охлаждения (через несколько десятков секунд), конвекция и динамо прекращают своё действие.
Другим типом объектов, которые излучают мощное рентгеновское излучение во время периодических взрывов, являются так называемые аномальные рентгеновские пульсары — AXP (Anomalous X-ray Pulsars). SGR и AXP характеризуются более длинными периодами обращения (2—12 с), чем большинство обычных радиопульсаров. В настоящее время считается, что SGR и AXP представляют единый класс объектов (на 2015 год известно около 20 представителей этого класса).

## Известные магнетары

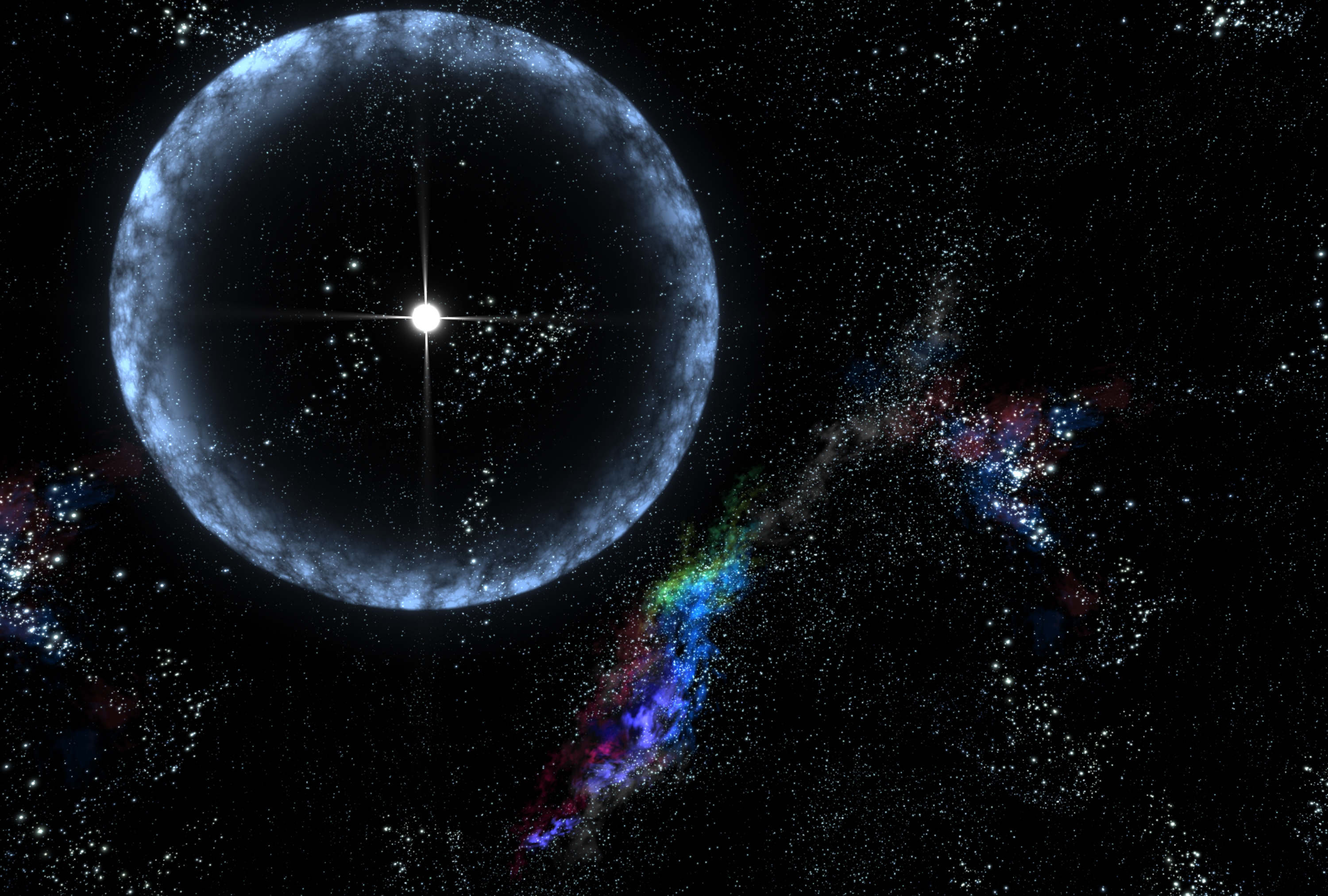
27 декабря 2004 года, всплеск гамма-лучей, прибывших в нашу Солнечную систему от SGR 1806-20 (изображено в представлении художника). Взрыв был настолько мощным, что воздействовал на атмосферу Земли на расстоянии свыше 50 000 световых лет.

По состоянию на август 2021 года известно тридцать магнетаров, из которых двадцать четыре являются общепризнанными у астрономов, а ещё шесть кандидатов ожидают подтверждения.
Примеры известных магнетаров:
- SGR 1806-20, расположенный на расстоянии около 50 тысяч световых лет от Земли на противоположной стороне нашей Галактики Млечный Путь в созвездии Стрельца. 27 декабря 2004 года, излучение от взрыва на поверхности SGR 1806-20 достигло Земли. В гамма-диапазоне взрыв был ярче полной луны. Магнетар за одну десятую долю секунды испустил больше энергии (1,3⋅1039 Дж), чем Солнце испускает за 100 000 лет (4⋅1026Вт×3,2⋅1012 сек = 1,3⋅1039Дж). Такой всплеск считается крупнейшим взрывом в галактике после того, как взорвалась сверхновая SN 1604, которую наблюдал Иоганн Кеплер в 1604 году.
- SGR 1900+14, отдалённый на 20 тысяч световых лет, находящийся в созвездии Орла. После длительного периода низких эмиссионных выбросов (существенные взрывы только в 1979 и 1993 годах) активизировался в мае-августе 1998 года, и взрыв, обнаруженный 27 августа 1998 г., имел достаточную силу, чтобы заставить выключиться космический аппарат NEAR Shoemaker в целях предотвращения ущерба. 29 мая 2008 года телескоп НАСА «Спитцер» обнаружил кольца материи вокруг этого магнетара. Считается, что это кольцо образовалось при взрыве, наблюдавшемся в 1998 году[11].
- 1E 1048.1-5937 — аномальный рентгеновский пульсар, расположенный в 9 тысячах световых лет в созвездии Киль. Звезда, из которой сформировался магнетар, имела массу в 30—40 раз больше, чем у Солнца.

По состоянию на сентябрь 2008, ESO сообщает об идентификации объекта, который изначально считали магнетаром, SWIFT J195509+261406; первоначально он был выявлен по гамма-всплескам (GRB 070610).
В декабре 2017 г. международной группой учёных-астрономов подтверждено, что в центре сверхновой DES16C2nm также находится магнетар.
Полный список приведён в каталоге магнетаров.
В марте 2020 года был обнаружен аномальный магнетар SWIFT J1818.0-1607.
Самое сильное магнитное поле (1,6 млрд Тесла) — бинарная звёздная система, известная как Swift J0243.6+6124, в нашей галактике.